# Penescosta sororcula
Penescosta sororcula é uma espécie de gastrópode  da família Charopidae.
É endémica da Ilha Norfolk.